# Springerichthys kulbickii
Springerichthys kulbickii е вид бодлоперка от семейство Tripterygiidae. Видът не е застрашен от изчезване.

## Разпространение и местообитание
Разпространен е в Австралия, Американска Самоа, Вануату, Ниуе, Нова Каледония, Самоа, Соломонови острови, Тонга, Уолис и Футуна и Фиджи.
Обитава морета и рифове. Среща се на дълбочина от 1 до 15 m, при температура на водата от 24,6 до 29,1 °C и соленост 34,5 – 35,5 ‰.

## Описание
На дължина достигат до 3,5 cm.